# Jadwiga Sadowska (lekkoatletka)
Jadwiga Sadowska (ur. 15 października 1964) – polska lekkoatletka, płotkarka, specjalizująca się w biegu na 400 metrów przez płotki, startująca także w wielobojach, medalistka mistrzostw Polski.

## Kariera sportowa
Była zawodniczką Victorii Racibórz.
Na mistrzostwach Polski seniorek na otwartym stadionie wywalczyła jeden medal: brązowy w biegu na 400 metrów ppł w 1982. 
Rekord życiowy na 400 m ppł: 60,13 (21.07.1982), w siedmioboju: 5132 (17.06.1981).